# Нинослав Миленковић
Нинослав Миленковић (Суботица, 31. децембар 1977) је бивши босанскохерцеговачки фудбалер. Током каријере играо је на позицији одбрамбеног играча.

## Успеси
Леотар
- Премијер лига Босне и Херцеговине (1) : 2002/03.[6]